# Putatbangah
Putatbangah is een bestuurslaag in het regentschap Lamongan van de provincie Oost-Java, Indonesië. Putatbangah telt 1140 inwoners (volkstelling 2010).